# Sở Ngoại vụ
Sở Ngoại vụ là một trong những cơ quan chuyên môn thuộc Ủy ban nhân dân cấp tỉnh. Tuy nhiên, không phải tất cả các tỉnh, thành trên cả nước đều có Sở Ngoại vụ. Một số tỉnh thành có Sở Ngoại vụ như: Cần Thơ, Đà Nẵng, Hải Phòng…

## Cơ cấu tổ chức Sở Ngoại vụ
Theo quy định tại Thông tư 03/2021/TT-BNG, cơ cấu tổ chức của Sở Ngoại vụ sẽ do Ủy ban nhân dân cấp tỉnh quy định cụ thể. Đồng thời, Ủy ban nhân dân cấp tỉnh cũng sẽ có nhiệm vụ quy định cơ cấu công chức tại Sở Ngoại Vụ. Trong trường hợp, Sở Ngoại vụ có đơn vị sự nghiệp công lập trực thuộc Sở thì Ủy ban nhân dân cấp tỉnh cũng sẽ là cơ quan quy định cơ cấu viên chức theo chức danh nghề nghiệp đối với đơn vị sự nghiệp công lập thuộc Sở Ngoại vụ.
Dưới đây là cơ cấu tổ chức của một số Sở Ngoại vụ tại các Thành phố lớn trên cả nước:

### Sở Ngoại vụ Thành phố Hà Nội
Cơ cấu tổ chức của Sở Ngoại vụ Thành phố Hà Nội gồm có:
- Văn phòng;
- Thanh tra;
- Phòng Hợp tác Quốc tế;
- Phòng Lãnh sự - Người Việt Nam ở nước ngoài;
- Phòng Lễ tân đối ngoại.
Địa chỉ: Số 10 Lê Lai, Quận Hoàn Kiếm, Thành phố Hà Nội

### Sở Ngoại vụ Thành phố Hải Phòng
Cơ cấu tổ chức của Sở Ngoại vụ Thành phố Hải Phòng gồm có:
- Văn phòng;
- Thanh tra (bao gồm công tác pháp chế);
- Phòng Hợp tác quốc tế;
- Phòng Lãnh sự - Người Việt Nam ở nước ngoài.
- Trung tâm Thông tin và Phát triển Đối ngoại (đơn vị sự nghiệp công lập thuộc Sở Ngoại vụ Thành phố Hải phòng)
Địa chỉ: Số 15 Trần Quang Khải, quận Hồng Bàng, Thành phố Hải Phòng

### Sở Ngoại vụ Thành phố Đà Nẵng
Cơ cấu tổ chức của Sở Ngoại vụ Thành phố Đà Nẵng gồm có:
- Văn phòng sở
- Thanh tra sở
- Phòng Hợp tác quốc tế - Lễ tân đối ngoại
- Phòng Lãnh sự - Người Việt Nam ở nước ngoài.
- Trung tâm phục vụ đối ngoại (đơn vị sự nghiệp công lập thuộc Sở Ngoại vụ Thành phố Đà Nẵng)
- Trung tâm phát triển hợp tác quốc tế (đơn vị sự nghiệp công lập thuộc Sở Ngoại vụ Thành phố Đà Nẵng)
Địa chỉ: Trung tâm hành chính thành phố Đà Nẵng, 24 Trần Phú, Phường Thạch Thang, Quận Hải Châu, Thành phố Đà Nẵng

### Sở Ngoại vụ Thành phố Cần Thơ
Cơ cấu tổ chức của Sở Ngoại vụ Thành phố Cần Thơ gồm có:
- Phòng Nghiệp vụ đối ngoại;
- Thanh tra;
- Văn phòng.
Địa chỉ: Số 27 Ngô Gia Tự, Quận Ninh Kiều, Thành phố Cần Thơ

## Chức năng, nhiệm vụ của Sở Ngoại vụ
Hiện nay, Sở Ngoại vụ được xem là một cơ quan giúp Ủy ban nhân dân cấp tỉnh thực hiện 02 nhiệm vụ chính:
- Thứ nhất, công tác ngoại vụ
- Thứ hai, công tác biên giới quốc gia, nhiệm vụ này được thực hiện đối với các tỉnh có đường biên giới giáp với nước bạn.
Theo nguyên tắc quản lý nhà nước hiện nay, Sở Ngoại vụ sẽ chịu sự quản lý của Ủy ban nhân dân cấp tỉnh về biên chế, hoạt động. Còn đối với công tác chuyên môn, Sở Ngoại vụ sẽ chịu sự chỉ đạo từ Bộ Ngoại giao.

## Một số Sở Ngoại vụ trên cả nước
Như đã đề cập ở trên, không phải tất cả các tỉnh, thành phố đều có Sở Ngoại vụ. Dưới đây là một số tỉnh, thành phố có Sở Ngoại vụ hiện nay:
- Thành phố Cần Thơ
- Thành phố Đà Nẵng
- Thành Phố Hải Phòng
- Thành phố Hà Nội
- Tỉnh An Giang
- Tỉnh Bà Rịa - Vũng Tàu
- Tỉnh Bắc Giang
- Tỉnh Bình Định
- Tỉnh Bình Dương
- Tỉnh Bình Phước
- Tỉnh Cao Bằng
- Tỉnh Đắk Lắk
- Tỉnh Điện Biên
- Tỉnh Đồng Nai
….và một số tỉnh thành khác.

## Sở Ngoại vụ Thành phố Hồ Chí Minh
Khác với một số Sở Ngoại vụ tại một số tỉnh, thành phố khác. Sở Ngoại vụ Thành phố Hồ Chí Minh là cơ quan thuộc Bộ Ngoại giao, không phải thuộc Ủy ban nhân dân cấp tỉnh.

### Nhiệm vụ Sở Ngoại vụ Thành Phố Hồ Chí Minh
Một số nhiệm vụ của Sở Ngoại vụ Thành phố Hồ Chí Minh có thể kể đến như:
- Tham mưu cho Bộ Ngoại giao về công tác đối ngoại
- Trực tiếp thực hiện các hoạt động đối ngoại tại Thành phố Hồ Chí Minh và các tỉnh thành phía Nam (từ Đà Nẵng đến Cà Mau)

### Đơn vị chức năng của Sở Ngoại vụ Thành phố Hồ Chí Minh
- Phòng Chính trị Kinh tế đối ngoại;
- Phòng Văn hóa Thông tin đối ngoại;
- Phòng Lãnh sự;
- Phòng Lễ tân;
- Phòng Tổ chức Cán bộ;
- Văn phòng;
- Viện Trao đổi Văn hóa với Pháp;
- Trung tâm Đào tạo, Bồi dưỡng kiến thức Ngoại giao và Ngoại ngữ;
- Trung tâm Dịch vụ đối ngoại;
- Nhà khách Chính phủ.

### Trụ sở Sở Ngoại vụ Thành phố Hồ Chí Minh
Hiện nay, Trụ sở Sở Ngoại vụ Thành phố Hồ Chí Minh được đặt tại số 184 bis đường Pasteur, phường Bến Nghé, Quận 1, Thành phố Hồ Chí Minh